# Leiozonius levigatus
Leiozonius levigatus är en mångfotingart som först beskrevs av Carl Graf Attems 1937.  Leiozonius levigatus ingår i släktet Leiozonius och familjen orangeridubbelfotingar. Inga underarter finns listade i Catalogue of Life.